# آلبرتو کلمبو
آلبرتو کُلُمبو (ایتالیایی: Alberto Colombo؛ زادهٔ ۲۳ فوریهٔ ۱۹۴۶ در وارده، لمباردی) رانندهٔ سابق مسابقات اتومبیل‌رانی فرمول یک اهل ایتالیا است که در فصل ۱۹۷۸ در مجموع در سه گراند پری شرکت کرد، اما موفق به کسب هیچ امتیازی نشد.